# Max Clara

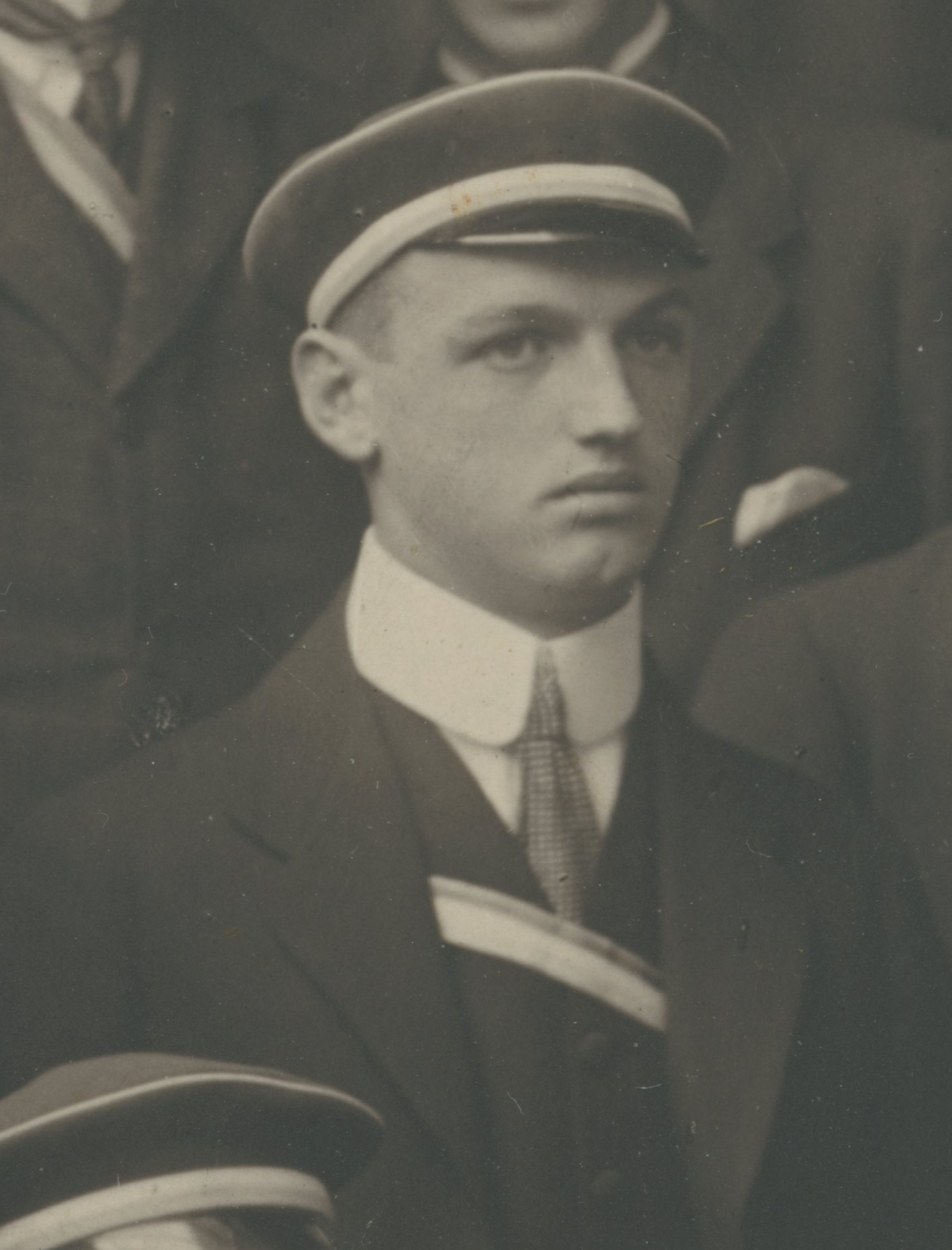
Max Clara (1919)

Max Clara (* 12. Februar 1899 in Völs; † 13. März 1966 in München) war ein österreichischer Mediziner in Südtirol. Als Anatom war er Hochschullehrer in Padua, Leipzig, München und Istanbul. Da er Nationalsozialist war und für seine Forschung Gewebe von Exekutierten verwendet hatte, wurde die nach ihm benannte Clara-Zelle 2013 in Club-Zelle umbenannt.

## Leben
Von 1917 bis 1918 nahm Clara am Ersten Weltkrieg teil. Er studierte von 1918 bis 1922 Medizin an der Universität Innsbruck und an der Universität Leipzig. 1918 im Corps Gothia Innsbruck recipiert, zeichnete er sich als Subsenior, Senior und Fuchsmajor aus. 1922–1924 war er Assistent für Histologie und Entwicklungsgeschichte in Innsbruck, wo er 1923 auch promoviert wurde. 1924–1935 war er als praktischer Arzt und Sanatoriumsbesitzer in Blumau (Südtirol) tätig. 1928 habilitierte er sich an der Universität Rom für Histologie und Allgemeine Embryologie. 1928/29 lehrte er als Privatdozent an der Universität Padua.
Ab 1929 war er korrespondierendes Mitglied des Museo di storia naturale della Venezia Tridentina in Trient und ab 1930 korrespondierendes Mitglied der Academia scientifica Veneto-Trentino-Istriana in Padua. Clara gehörte ab 1930 als ordentliches Mitglied der Sektion „Innere Medizin“ der Deutschen Akademie der Naturforscher Leopoldina und ab 1940 der Sächsischen Akademie der Wissenschaften an. Er erhielt 1935 die deutsche Staatsbürgerschaft. Max Clara war bekennender Nationalsozialist und profitierte in seiner weiteren Laufbahn vom politischen System: 1935–1942 war Clara o. Professor für Anatomie und Direktor der Anatomischen Anstalt der Universität Leipzig. Von 1942 bis 1945 lehrte er als ordentlicher Professor für Anatomie an der Universität München. Beim Bevollmächtigten für das Gesundheitswesen Karl Brandt war Clara ab 1944 noch Angehöriger des wissenschaftlichen Beirates. Nach 1945 wurde er als „entlastet“ (Gruppe V) entnazifiziert und arbeitete als praktischer Arzt und Privatgelehrter. Ab 1949 war er Leiter der Abteilung für Experimentelle Morphologie an der Universitätsklinik München. Ab 1950 war Clara als Direktor des Morphologischen Instituts an der Medizinischen Fakultät der Universität Istanbul beschäftigt. Von 1950 bis 1952 war er zudem ausländischer Kontraktprofessor an der Medizinischen Fakultät Istanbul.

### Verhalten in der Zeit des Nationalsozialismus
Max Clara trat zum 1. April 1935 der NSDAP (Mitgliedsnummer 3.610.105) sowie im selben Jahr dem NSDDB bei.
Von 1936 bis 1942 war er Dozentenbundführer der Universität Leipzig, 1941/42 kommissarischer Gaudozentenbundführer in Sachsen. 1938 war Clara politischer Führer der deutschen Abordnung auf der Internationalen Anatomentagung in Mailand.  Laut Gerhard Aumüller war er ein besonders fanatischer Nationalsozialist.

## Publikationen
- Entwicklungsgeschichte des Menschen. Quelle & Meyer, Leipzig 1938.
- Über die Beziehung zwischen dem Epithel und den Blutkapillaren. In: Anatomischer Anzeiger. 1940 Bd. 90, Nr. 13/14, S. 161–172 (darin u. a. die Forschungen an Hingerichteten).
- Das Nervensystem des Menschen. Lehrbuch für Studierende und Ärzte. Leipzig 1942.
- Die Bestimmung des Geschlechtes beim Menschen. Leipzig 1943.
- Goethe’s Begriff des Urbildes im Lichte der modernen Entwicklungsgeschichte. Leipzig 1943.
- Die arterio-venösen Anastomosen. Anatomie, Biologie, Pathologie. Wien 1956.
- mit Hildegard Debuch: Biochemie der Fette und Lipoide, Methoden der Lipidhistochemie. Stuttgart 1965.
- mit Kurt Herschel, Helmut Ferner: Atlas der normalen mikroskopischen Anatomie des Menschen. Leipzig 1974.